# モイセス・ラミレス (野球)
モイセス・ラミレス（Moises Ramirez、2002年2月1日 - ）は、ドミニカ共和国サンペドロ・デ・マコリス出身のプロ野球選手（内野手・育成選手）。右投右打。広島東洋カープ所属。

## 経歴

### オリオールズ傘下時代
2018年8月28日、ボルチモア・オリオールズとマイナー契約を締結した。2022年8月16日、同球団を解雇された。退団後、2度の入団テストの末、カープアカデミー入りが叶ったという。

### カープアカデミー練習生時代
2023年9月時点では既にカープアカデミーに所属しており、同シーズン終了後に行われる広島東洋カープの秋季キャンプに参加するため、9月25日に来日した。10月30日から始まった秋季練習に参加し、そのまま11月6日から21日まで実施された日南キャンプにも参加した。
2024年2月から行われた春季キャンプにも参加し、同年3月1日、広島と育成選手契約を締結した。背番号は130。推定年俸は230万円。

### 広島時代
育成選手契約締結後、そのまま3月9日のオープン戦にも「8番・三塁手」で先発出場した。ウエスタン・リーグでは43試合に出場して打率.162、11打点、2本塁打、長打率.248を記録した。

## 選手としての特徴・人物
恵まれた体格から長打を売りとする大砲候補。
同時期にキャンプに参加し、共に育成選手契約を締結したネルソン・ロベルトとは仲が良い。

## 詳細情報

### 背番号
- 130（2024年[8] - ）